# 森合運動公園
森合運動公園（もりあいうんどうこうえん）は、福島県福島市にあるスポーツ施設群を有する公園。公益財団法人福島市スポーツ振興公社が管理・運営を行っている。

## 概要
福島市街地の北東部の森合地区の住宅地に位置する。主に市民プールとテニスコート、弓道場などで構成されている。

## 施設

### 福島市森合市民プール
50mプール、25mプール、子供用プールの3つが設置されている屋外プールである。毎年6月上旬から9月上旬まで開設されており、7月中旬から8月中旬まではナイター営業も行われる。1日3回（ナイター営業時は更に1回）、2時間入れ替え制となっており、各時間帯の間は30分から1時間の休憩時間となっている。
- 料金…一般200円、高校生100円、中学生以下60円

### 福島市庭球場
1971年（昭和46年）3月31日に竣工した。テニスコートとしては福島市最大の設備を誇り、各種大会に用いられることも多い。
2023年4月より、インテック（本社：福島市）とのネーミングライツ（命名権）契約により、愛称が「インテックテニスガーデン」となった。
- コート…砂入り人工芝コート[1]
- 面数…18面（うち夜間照明設備12面）[1]
- 設備…管理棟（温水シャワー・更衣室・談話室・会議室・医務室）
- 営業時間…9時 - 20時（冬期は9時 - 17時）

### 福島市弓道場
1972年（昭和47年）11月20日に竣工、1992年（平成4年）1月20日に改築された近的5人立ちの射場である。福島市弓道連盟に管理が委託されている。
- 料金…1回（2時間まで）一般200円、高校生以下100円。年間料金は一般3000円、高校生以下1500円

### 多目的広場
2003年（平成15年）3月31日に竣工。芝生広場、園路、水飲み場、駐車場などからなる。

## アクセス
- 福島交通飯坂線美術館図書館前駅下車、徒歩15分

## 近隣
- 福島市立森合小学校
- 一盃森
- ふたつやま公園
- 福島森合簡易郵便局